# Gadixo Corcorúnio
Gadixo (em armênio: Գադիշո; romaniz.: Gadišo) foi um nobre armênio (nacarar) do século V da família Corcorúnio, ativo durante o reinado do xainxá Isdigerdes II (r. 438–457).

## Nome
Gadixo (Գադիշո, Gadišo) é um nome armênio de origem siríaca formado por gaddā (ܓܰܕܰܐ), "sorte, sortudo", e Ixo (ܝܼܫܘܿܥ, īšōʕ), a variante local do nome de Jesus.

## Contexto

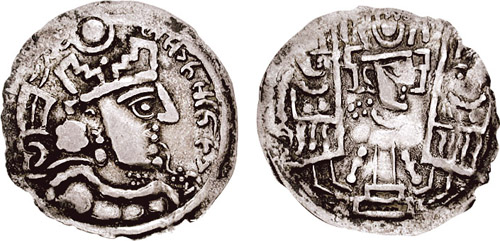
Dracma de r.

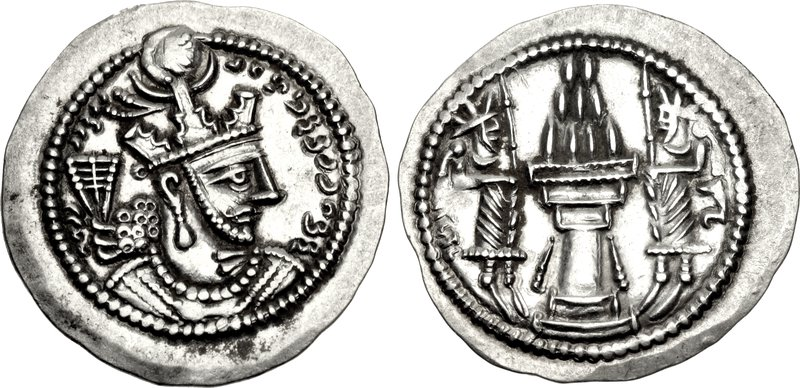
Dracma de r.

Em 428, os nacarares da Armênia peticionaram ao xainxá Vararanes V (r. 420–438) para que destronasse o rei Artaxias IV (r. 422–428) e abolisse a dinastia arsácida. Para governar o país, Vemir-Sapor foi nomeado como marzobã e e Vaanes II foi designado à tenência real. Vemir-Sapor morreu em 442, após uma administração considerada justa e liberal, na qual conseguiu manter a ordem sem ferir o sentimento nacional de frente. Vasaces I substituiu-o como marzobã. Vararanes permitiu a manutenção do cristianismo, enquanto procurava acabar com a influência do Império Bizantino sobre a Igreja da Armênia ao anexá-la à Igreja do Oriente. Contudo, seu filho e sucessor, Isdigerdes II (r. 438–457), era um pietista masdeísta e se comprometeu a impor o masdeísmo na Armênia.

## Vida
A parentela de Gadixo é desconhecida, exceto que pertencia à família Corcorúnio. Foi um dos nobres armênios que responderam à convocação de Isdigerdes II e dirigiram-se a Ctesifonte, capital do Império Sassânida, após uma reunião na qual armênios, ibérios e albaneses reafirmaram sua fé cristã, apesar das imposições do xainxá. Ao retornar à Armênia, permaneceu ao lado do pró-iraniano Vasaces I, que opôs-se à rebelião anti-iraniana conduzida por Vardanes II.